# Morte presunta
La morte presunta è un istituto giuridico presente in vari ordinamenti giudiziari, con il quale, attraverso una pronuncia del tribunale, una persona scomparsa da almeno un certo lasso di tempo viene ritenuta legalmente morta.

## In Italia
Nel diritto italiano è un istituto di volontaria giurisdizione, allorché la persona scomparsa si sia allontanata dal luogo del suo ultimo domicilio o dall'ultima residenza e non abbia fatto avere più sue notizie per un periodo di tempo di almeno dieci anni.
La dichiarazione di morte presunta accerta la situazione in cui si trova la persona fisica nei casi tassativamente previsti dalla legge. Tale dichiarazione viene resa con sentenza dal tribunale  su istanza del pubblico ministero, o dei soggetti che ne hanno interesse (indicati dall'articolo 50 del codice civile).
La sentenza viene pronunciata nel caso in cui ricorrano due presupposti (art. 58 c.c.):
1. l'allontanamento dal luogo del suo ultimo domicilio o dall'ultima residenza;
2. l'assenza di notizie per un periodo minimo di dieci anni.

La morte presunta può dichiararsi anche in mancanza di una precedente dichiarazione di assenza.
Secondo l'art. 58, co. 1 c.c. la morte si presume avvenuta alla mezzanotte del giorno a cui risale l'ultima notizia dell'assente.
Oltre al caso previsto dall'art. 58 del codice civile, la dichiarazione di morte presunta può essere dichiarata:
1. quando alcuno è scomparso in operazioni belliche alle quali ha preso parte, sia nei corpi armati, sia al seguito di essi, o alle quali si è comunque trovato presente, senza che si abbiano più notizie di lui, e sono trascorsi due anni dall'entrata in vigore del trattato di pace o, in mancanza di questo, tre anni dalla fine dell'anno in cui sono cessate le ostilità;
2. quando alcuno è stato fatto prigioniero dal nemico, o da questo internato o comunque trasportato in paese straniero, e sono trascorsi due anni dall'entrata in vigore del trattato di pace o, in mancanza di questo, tre anni dalla fine dell'anno in cui sono cessate le ostilità, senza che si siano avute notizie di lui dopo l'entrata in vigore del trattato di pace ovvero dopo la cessazione delle ostilità;
3. quando alcuno è scomparso per un infortunio e non si hanno più notizie di lui, dopo due anni dal giorno dell'infortunio o, se il giorno non è conosciuto, dopo due anni dalla fine del mese, o se neppure il mese è conosciuto, dalla fine dell'anno in cui l'infortunio è avvenuto.

Nei casi di morte presunta diversi dall'assenza, la data della morte si presume, secondo quanto stabilito dall'art. 61 c.c.:
Nei casi previsti dai numeri 1 e 3 dell'articolo precedente, la sentenza determina il giorno e possibilmente l'ora a cui risale la scomparsa nell'operazione bellica o nell'infortunio, e nel caso indicato dal n. 2 il giorno a cui risale l'ultima notizia.
Qualora non possa determinarsi l'ora, la morte presunta si ha per avvenuta alla fine del giorno indicato.

### Effetti
In merito agli effetti giuridici, la dichiarazione di morte presunta produce gli stessi effetti della morte della persona fisica, sia dal punto di vista patrimoniale sia personale. Si apre la successione e si stabilizzano gli effetti già temporaneamente prodottisi, per via di una precedente dichiarazione di assenza, in capo agli eredi, ai terzi e ai debitori. Chi era già in possesso temporaneo dei beni potrà disporne liberamente, i debitori saranno liberati definitivamente dalle loro obbligazioni e il coniuge sarà libero di contrarre un nuovo matrimonio (artt. 63-65 c.c.).

### Il ritorno della persona dichiarata morta
Gli effetti della morte presunta cessano per effetto di sentenza resa dal tribunale  nel caso in cui la persona dichiarata in morte presunta ritorni oppure genericamente si dimostri che è ancora in vita.
La persona ricomparsa avrà diritto a essere reintegrata nella situazione giuridica precedente alla dichiarazione di morte presunta. Dal punto di vista patrimoniale egli potrà recuperare i beni e conseguire il prezzo di quelli eventualmente venduti e avrà nuovamente il diritto di pretendere le obbligazioni considerate estinte (art. 66 c.c.).
Dal punto di vista personale egli riacquisterà lo status di coniuge e l'eventuale matrimonio contratto dall'altro coniuge sarà dichiarato nullo (art. 68, co. 2 c.c.), salvo gli effetti del matrimonio putativo.

## Nei media
L'istituto è alla base della trama della pellicola "Letto a tre piazze", film del 1960 diretto da Steno e interpretato da Totò e Peppino De Filippo.